# Oi (empresa)
Oi (anteriormente conocida como Telemar) es una concesionaria de servicios de telecomunicaciones de Brasil. Es la empresa telefónica de mayor cobertura territorial en Brasil y es la mayor operadora de telefonía fija y la cuarta mayor operadora de telefonía móvil de Brasil, siendo también la tercera mayor empresa del sector de telecomunicaciones en Sudamérica. En septiembre de 2015, la empresa poseía, en Brasil, cerca de 72 millones de unidades generadoras de ingresos, de las cuales cerca de 47 millones estaban en el segmento móvil, 17 millones en el segmento residencial y 8 millones en el segmento B2B (grandes corporaciones y Pymes). Actualmente, Oi todavía cuenta con más de 1 millón de puntos de acceso a la red Oi WiFi en todo Brasil.
Formada a partir de la privatización del Sistema Telebrás en 1998, Oi heredó gran parte del sistema de telefonía fija existente en Brasil hasta entonces, sobre todo tras la adquisición de Brasil Telecom. En total, Oi posee concesiones para la oferta de servicios de telefonía fija en 25 estados brasileños, además del Distrito Federal, actuando también a través de autorizaciones en las regiones atendidas por Vivo, Algar Telecom y Sercomtel. La empresa ofrece servicios de telefonía, Televisión de suscripción y banda ancha de Internet. En 2010, Oi adquirió Portugal Telecom, pero vendió los activos operacionales portugueses en 2015 para la empresa de telecomunicaciones holandesa Altice.
Oi es la empresa privada con la mayor deuda de Brasil, evaluada en R$ 64 mil millones de reales. En 2018, su ingreso neto total fue de € 5093 millones, un 7,3% menos que en 2017.
El 3 de enero de 2019 el capital social pasó a ser R$ 32.538.937.370,00, partido en R$5.954.205.001 de acciones, de la cuales  5.796.477.760 son ordinarias y R$157.727.241 son acciones preferenciales, todo ellas nominativas y sin valor nominal.

## Historia

### Inicio y expansión

Mapa de la región inicialmente atendida por Oi/Telemar entre 1998 y 2009.

En 1998, el Ministerio de Comunicaciones decidió dividir Telebrás en doce compañías: tres holdings de las concesionarias regionales de telefonía fija, una holding de la operadora de larga distancia y ocho holdings de las concesionarias de la telefonía móvil Banda A. La mayor de ellas era Tele Norte Oriental S.A., Telemar. El nombre Telemar viene de 'tele' (de telefonía - el servicio que la empresa presta o, más precisamente, "tele", que quiere decir "distancia") y 'mar' (la región en la que operaba la operadora originalmente, que era el litoral sureste, nordeste y norte de Brasil, hoy actúa en el país entero y en la base brasileña de la Antártida, además de poseer cables submarinos y actuar en Mozambique a través de Oi Futuro).
Inicialmente Telemar era compuesta por las empresas de los 16 estados de su área inicial: la Telebahia, Telemig, la Telerj, la Telest, la Telergipe, la Telasa, la Telpe, la Telpa, la Telern, la Teleceará, la Telepisa, a la Telepará, la Telamazon, la Teleamapá, y la Telaima.
En 2008, a Oi inició sus operaciones en São Paulo (Región 3).

### Adquisición de Brasil Telecom

Mapa de la región incorporada al área de cobertura de Oi tras la adquisición de Brasil Telecom, y antes del inicio de las operaciones de la empresa en el estado de São Paulo en 2008.

Oi hizo una oferta de 5,8 mil millones de reales para comprar la operadora de telefonía fija y móvil Brasil Telecom. En la intención de expandir a Oi, el entonces presidente de Brasil, Luiz Inacio Lula da Silva permitió mediante un decreto presidencial la compra de Brasil Telecom por Oi, algo que no podría ser regulado en aquella época. El negocio fue acertado entre las dos empresas y Oi incorporó a Brasil Telecom el 17 de mayo de 2009.
En 2009, fue anunciada la adquisición de Brasil Telecom.
El 1 de enero de 2010 a Portugal Telecom firmó un contrato con vista a la adquisición del 22,4% de Oi, iniciando una asociación estratégica entre ambas empresas. El mismo año, es anunciado la compra de Portugal Telecom por parte de Oi.
El 13 de abril de 2011, Luiz Eduardo Falco anunció a los colaboradores de la compañía su desligamiento, alegando el fin de un ciclo en la compañía.
El 28 de febrero de 2012 se anuncia la permuta de acciones para reestructuración de la empresa, Portugal Telecom deja de tener el 11,05% de las acciones ordinarias para detener solo el 0,05% de las acciones ordinarias de la empresa, pasando a tener 0,02 % de todo su capital.

### Fusión con Portugal Telecom
El 2 de octubre de 2013, Oi y Portugal Telecom formalizaron la fusión de las dos compañías, habiendo involucrado a los accionistas de Oi, Portugal Telecom y Telemar, con sede en Brasil y operaciones en Brasil y Portugal.
La adquisición de Portugal Telecom se turbó, y fue descubierto en 2014 un agujero en la caja financiera de Portugal Telecom, dejando a Oi sin capital adicional. En 2015, Oi se deshizo de los activos operativos portugueses, vendiéndolos a la multinacional Altice.

### Actualidad
A finales de 2013, Oi contaba con 74,5 millones de abonados, de los cuales 16,9 millones correspondían a telefonía fija, 50,3 millones a inalámbricos, 5,3 millones a ADSL y 1 millón a otros servicios.
El 20 de junio de 2016, Oi solicitó una protección por quiebra de US $ 19.000 millones (R $ 65.000 millones), la mayor registrada para Brasil.
El 5 de septiembre de 2022 se informó que Grupo Werthein fue autorizado a comprar la división de Televisión de pago satelital de Oi, por 152 millones de dólares estadounidenses. Si bien, el traspaso final, aún dependía del análisis del Consejo Administrativo de Defensa Económica (Cade).

## Servicios
- Telefonía móvil (Oi Móvel)
- Telefonía fija (Oi Fixo)
- Internet de banda ancha (Oi Velox)
- Televisión de pago (Oi TV)

Además, la empresa posee una cierta actuación en otros mercados:
- Tarjeta de crédito a través de la marca Oi Paggo por la operadora móvil del grupo.
- Radio a través de la marca Oi FM;
- Moda a través de la marca Oi Moda;
- Cultura a través de la marca Oi Futuro;
- Oi Megarrampa es una pista de deportes extremos;
- En el caso de las bandas y artistas de la nueva escena independiente brasileña, a través del portal Oi Novo Som.

## Multas y controversias

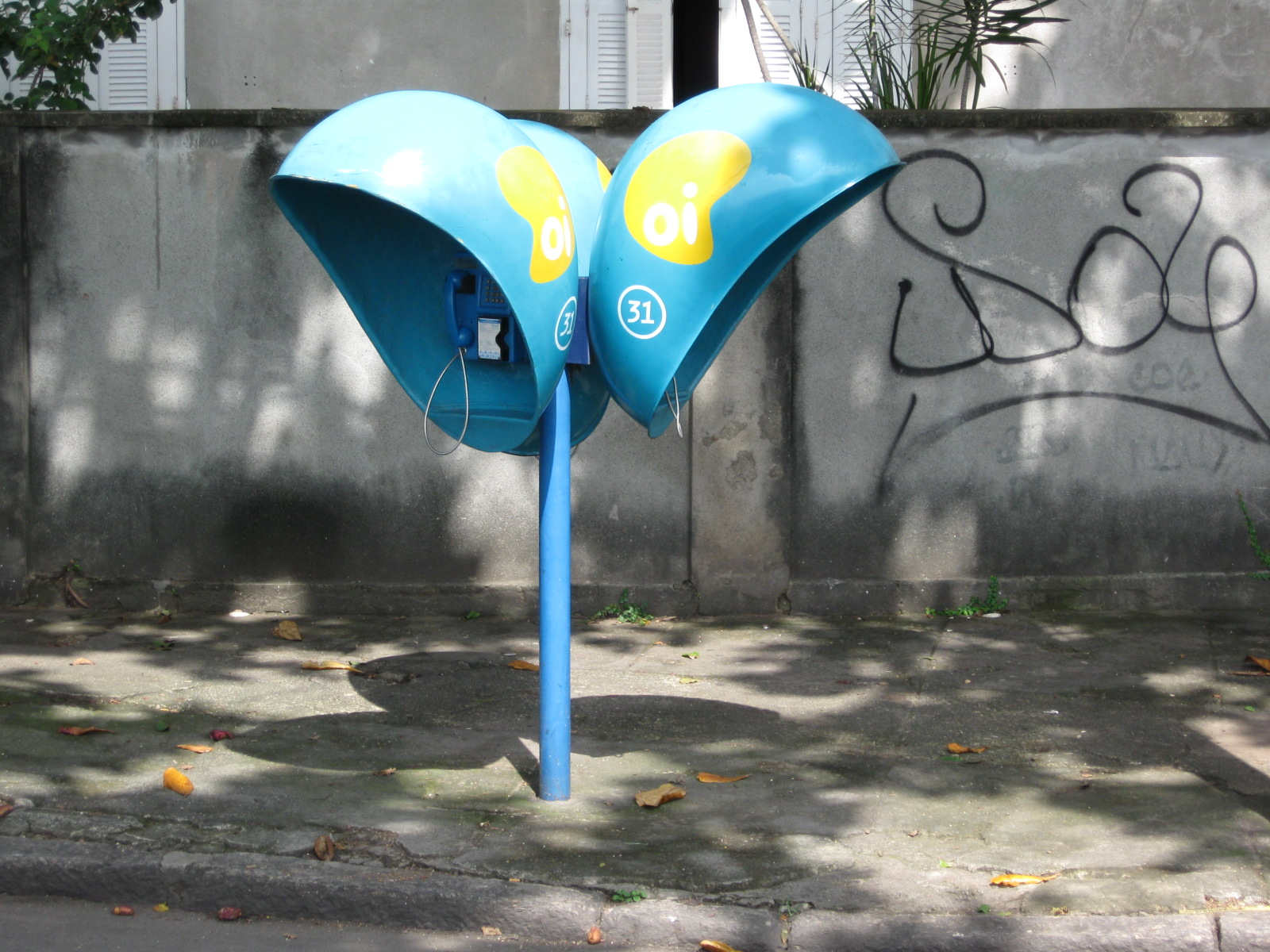
Telefonía de Oi en Río de Janeiro, RJ.

El 18 de julio de 2012, Anatel anunció que las operadoras TIM, Claro y Oi serían impedidas de comercializar un circuito integrado en diversos estados, hasta que presentaran a Anatel un plan completo de inversiones, debido a las altas reclamaciones, a partir del 23 de julio A TIM fue impedida en diecinueve estados, a Oi en cinco y a Claro en tres estados.
En diciembre de 2012 la Justicia del Río Grande del Sur aplicó una multa millonaria a la empresa por cobro indebido.
Además, recientemente la empresa vendió diversos inmuebles que pertenecían a la lista de bienes reversibles de la unión y que por contrato deben volver las manos del gobierno después de la terminación de la concesión de los servicios.
En febrero de 2013, Anatel multó a Oi en R $ 34 millones por incumplir metas de calidad en la prestación del servicio de telefonía celular. Las metas incumplidas se refieren a: tasa de reclamación de clientes, tasa de llamadas completadas para centrales de atención, tasa de llamadas realizadas y completadas, tasa de respuesta al usuario y tasa de recuperación de fallas o defectos. Oi anunció que apelaría la decisión.
En julio de 2014, el Ministerio de Justicia multó a la empresa en R $ 3,5 millones de la Justicia por recoger informaciones de sus usuarios de banda ancha a través del servicio Navegador, desarrollado en asociación con la británica Phorm.
En diciembre de 2015, la asociación Proteste entró con acción civil pública en la Justicia Federal contra Claro, NET, Vivo, GVT, Oi y TIM debido al servicio de mala calidad ofrecido por esas empresas en el acceso de banda ancha a Internet. La asociación también pedía transparencia y descuentos en las facturas de los clientes perjudicados. En una nota, Proteste completó diciendo que "las empresas no cumplen ni el 60% de las metas fijadas por la Agencia Nacional de Telecomunicaciones (Anatel) en cuanto a la velocidad contratada y la efectivamente ofrecida (...) Millones de consumidores han sido lesionados desde hace años, al pagar por un servicio en desacuerdo con las reglas y que no ofrece la calidad esperada". También calificó al servicio de banda ancha en Brasil de "ineficiente" e "incapaz de garantizar el desarrollo de los niveles de calidad de prestación del servicio".
En 2015 a Oi tuvo una pérdida de R$ 5,3 mil millones, siendo en el cuarto trimestre R$ 4,5 mil millones.